# Coroieni, Maramureș
Coroieni este satul de reședință al comunei cu același nume din județul Maramureș, Transilvania, România. Se află în partea de sud a județului, în Podișul Someșan.

## Istoric
Prima atestare documentară: 1584 (Karulyfalwa). 

## Etimologie
Etimologia numelui localității: din numele de grup coroieni, coruieni < n.fam. Corui, Coroi (< subst. coroi „numele unei păsări răpitoare; șoim” < magh. karoly) + suf. -eni. 

## Personalități locale
- Valentin Muste (n. 1954), artist plastic. Expoziții personale în țară și străinătate. Pictor de biserici.
- Vasile Muste (n. 1956), poet, directorul Casei de Cultură din Sighet. Vol. Înstelarea frigului (1997), Constelația copilăriei (1998).